# Arquidiócesis de Los Altos Quetzaltenango-Totonicapán
La arquidiócesis de Los Altos Quetzaltenango-Totonicapán (en latín: Archidioecesis Altensis, Quetzltenanguensis-Totonicapensis) es una circunscripción eclesiástica de la Iglesia católica en Guatemala. Se trata de una arquidiócesis latina, sede metropolitana de la provincia eclesiástica de Los Altos Quetzaltenango-Totonicapán. Desde el 22 de febrero de 2025 su arzobispo es Monseñor Victor Hugo Palma Paúl.

## Territorio y organización

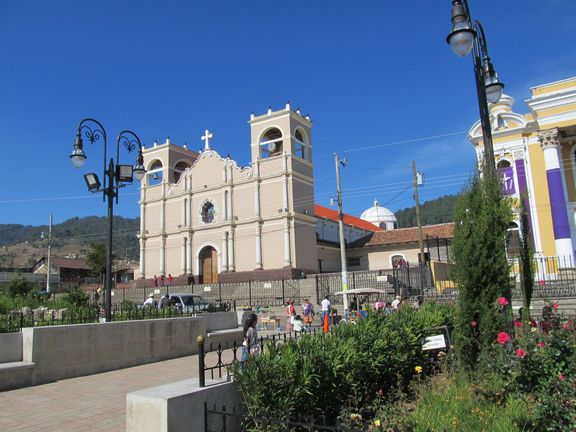
Concatedral de San Miguel Arcángel, en Totonicapán

La arquidiócesis tiene 3012 km² y extiende su jurisdicción sobre los fieles católicos de rito latino residentes en los departamentos de Quetzaltenango y Totonicapán. 
La sede de la arquidiócesis se encuentra en la ciudad de Quetzaltenango, en donde se halla la Catedral del Espíritu Santo. En Totonicapán se halla la Concatedral de San Miguel Arcángel.
La arquidiócesis tiene como sufragáneas a las diócesis de: Huehuetenango, Quiché, San Marcos, Sololá-Chimaltenango y Suchitepéquez-Retalhuleu.
En 2021 en la arquidiócesis existían 38 parroquias.

## Historia

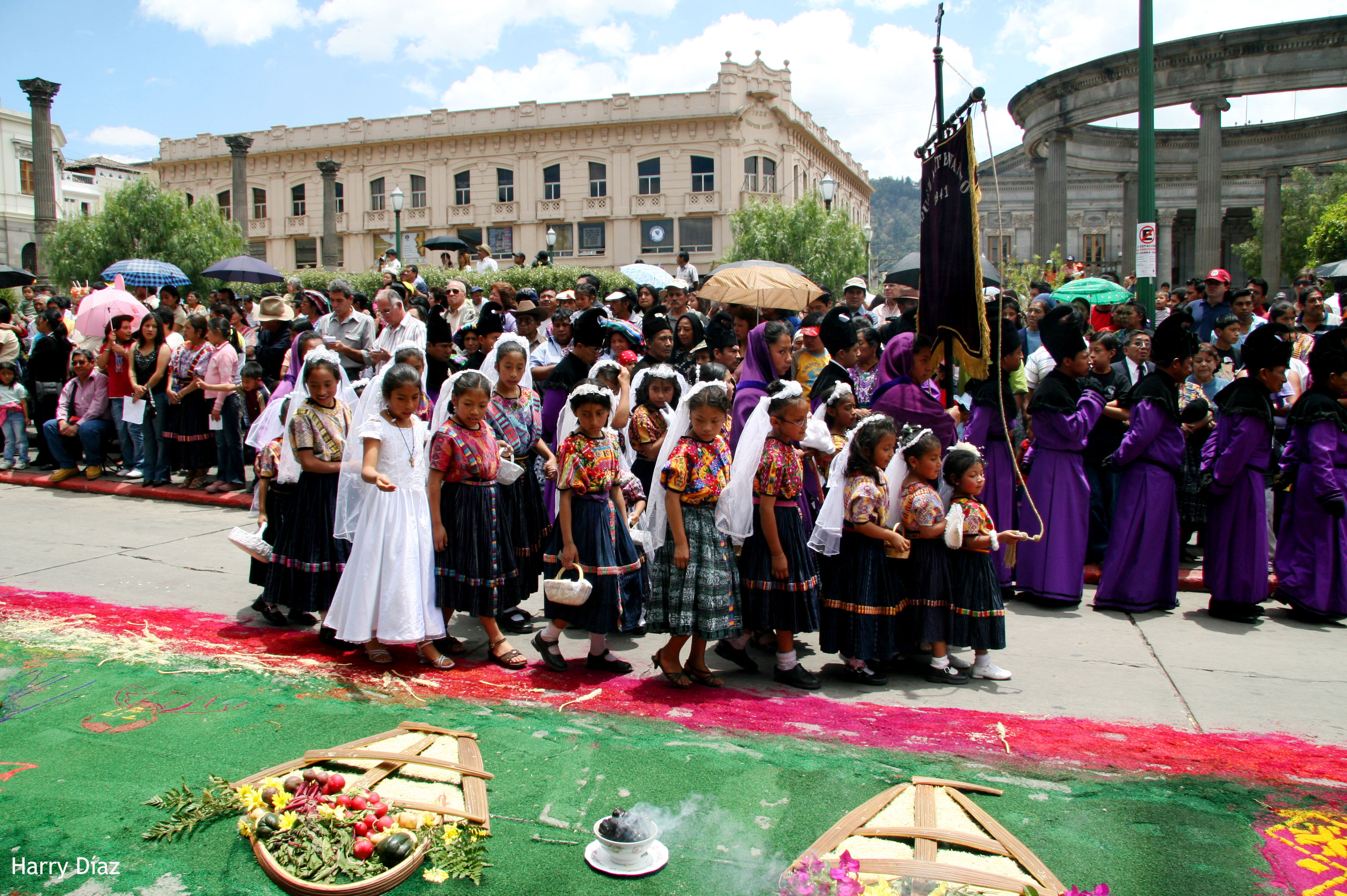
Procesión del Jesús Nazareno. Viernes Santo 2007, Quetzaltenango

La diócesis de Los Altos fue erigida el 27 de julio de 1921 con la bula Suprema del papa Benedicto XV, obteniendo el territorio de la arquidiócesis de Guatemala, de la cual era originariamente sufragánea.
El 10 de marzo de 1951 cedió porciones de su territorio para la erección de las diócesis de San Marcos y Sololá (hoy diócesis de Sololá-Chimaltenango) mediante la bula Omnium in catholico del papa Pío XII.
El 13 de febrero de 1996, en virtud de la bula De spirituali Christifidelium del papa Juan Pablo II, fue elevada al rango de arquidiócesis metropolitana y asumió su nombre actual.
El 31 de diciembre de 1996 cedió otra porción de su territorio para la erección de la diócesis de Suchitepéquez-Retalhuleu mediante la bula Ad aptius consulendum del papa Juan Pablo II.

## Estadísticas
Según el Anuario Pontificio 2022 la arquidiócesis tenía a fines de 2021 un total de 691 545 fieles bautizados.
| Año                                                                             | Población            | Población | Población      | Sacerdotes | Sacerdotes    | Sacerdotes    | Bautizados por sacerdote | Diáconos permanentes | Religiosos | Religiosos | Parroquias |
| Año                                                                             | Bautizados católicos | Total     | % de católicos | Total      | Clero secular | Clero regular | Bautizados por sacerdote | Diáconos permanentes | Varones    | Mujeres    | Parroquias |
| ------------------------------------------------------------------------------- | -------------------- | --------- | -------------- | ---------- | ------------- | ------------- | ------------------------ | -------------------- | ---------- | ---------- | ---------- |
| 1949                                                                            | 700 000              | 1 018 079 | 68.8           | 37         | 10            | 27            | 18 918                   |                      | 23         | 23         | 35         |
| 1966                                                                            | 510 000              | 550 000   | 92.7           | 61         | 23            | 38            | 8360                     |                      | 30         | 97         | 26         |
| 1968                                                                            | 193 494              | 203 677   | 95.0           | 47         | 20            | 27            | 4116                     | 2                    | 44         | 109        | 27         |
| 1976                                                                            | 585 000              | 650 000   | 90.0           | 57         | 27            | 30            | 10 263                   |                      | 36         | 124        | 29         |
| 1980                                                                            | 626 000              | 710 000   | 88.2           | 48         | 22            | 26            | 13 041                   |                      | 31         | 125        | 30         |
| 1990                                                                            | 858 000              | 960 000   | 89.4           | 45         | 26            | 19            | 19 066                   |                      | 46         | 161        | 33         |
| 1999                                                                            | 960 000              | 1 200 000 | 80.0           | 43         | 23            | 20            | 22 325                   |                      | 30         | 126        | 27         |
| 2000                                                                            | 975 000              | 1 200 000 | 81.3           | 46         | 24            | 22            | 21 195                   |                      | 34         | 130        | 29         |
| 2001                                                                            | 979 000              | 1 205 000 | 81.2           | 48         | 24            | 24            | 20 395                   |                      | 34         | 130        | 28         |
| 2002                                                                            | 990 000              | 1 260 000 | 78.6           | 50         | 25            | 25            | 19 800                   |                      | 48         | 130        | 28         |
| 2003                                                                            | 1 002 800            | 1 272 800 | 78.8           | 48         | 26            | 22            | 20 891                   |                      | 51         | 101        | 28         |
| 2004                                                                            | 1 016 000            | 1 270 000 | 80.0           | 53         | 29            | 24            | 19 169                   |                      | 57         | 118        | 28         |
| 2010                                                                            | 1 123 000            | 1 404 000 | 80.0           | 52         | 30            | 22            | 21 596                   | 1                    | 66         | 100        | 34         |
| 2013                                                                            | 1 208 000            | 1 510 000 | 80.0           | 61         | 34            | 27            | 19 803                   | 1                    | 73         | 108        | 33         |
| 2016                                                                            | 1 121 000            | 1 401 273 | 80.0           | 66         | 39            | 27            | 16 984                   | 1                    | 70         | 85         | 35         |
| 2019                                                                            | 1 203 000            | 1 506 588 | 79.8           | 71         | 45            | 26            | 16 943                   | 1                    | 37         | 93         | 36         |
| 2021                                                                            | 691 545              | 1 383 089 | 50.0           | 73         | 48            | 25            | 9473                     | 1                    | 37         | 86         | 38         |
| Fuente: Catholic-Hierarchy, que a su vez toma los datos del Anuario Pontificio. |                      |           |                |            |               |               |                          |                      |            |            |            |

## Episcopologio
- Jorge García Cabalieros † (30 de junio de 1928-5 de abril de 1955 falleció)
- Luis Manresa Formosa, S.I. † (30 de noviembre de 1955-30 de mayo de 1979 renunció)
- Óscar García Urizar † (4 de marzo de 1980-8 de enero de 1987 renunció)
- Victor Hugo Martínez Contreras † (4 de abril de 1987-19 de abril de 2007 retirado)
- Óscar Julio Vian Morales, S.D.B. † (19 de abril de 2007-2 de octubre de 2010 nombrado arzobispo de Guatemala)[nota 3]
- Mario Alberto Molina Palma, O.A.R., desde el 14 de julio de 2011-22 de Febrero del 2025
- Victor Hugo Palma Paul desde el 22 de febrero de 2025